# Jasieniówka (Białoruś)
Jasienówka (biał. Ясінаўка, Jasinauka) – wieś położona na Białorusi, w rejonie kamienieckim obwodu brzeskiego. Miejscowość wchodzi w skład sielsowietu Wierzchowice. 
Wieś magnacka położona była w końcu XVIII wieku w powiecie brzeskolitewskim województwa brzeskolitewskiego. 
Mieszkańcy, którzy wyznają prawosławie należą do parafii w Wierzchowicach.